# Красноярский сельский округ (Кокшетау)
Красноярский сельский округ (каз. Қызыл жар ауылдық округі; до 16 февраля 1996 года — Красноярская сельская администрация) — административно-территориальное образование в Кокшетауской городской администрации Акмолинской области Казахстана.
Административный центр — село Красный Яр.  Население — 9940 человек (2009).

## История
13 января 1992 года в соответствии с Законом Республики Казахстан «О внесении на переходный период изменений и дополнений в Закон Казахской ССР «О местном самоуправлении и местных Советах народных депутатов Казахской ССР» образована Красноярская сельская администрация, с 16 февраля 1996 года переименована в сельский округ.
Решением 13-й сессии Кокшетауского областного маслихата 1-го созыва от 17 апреля 1997 года Кокшетауский район упразднен, территория с. Красный Яр вошла в состав  г. Кокшетау. Распоряжением акима г. Кокшетау от 15 июля 1997 года сельский округ преобразован в Территориальный округ с. Красный Яр и пос. Чайкино.
С 20 мая 1998 года именуется как учреждение «Исполнительный орган с. Красный Яр и пос. Чайкино г. Кокшетау – аким территориального округа», с 31 октября 2001 года – Красноярский сельский округ, с 28 апреля 2003 года – государственное учреждение «Аппарат акима Красноярского сельского округа г. Кокшетау». Осуществляет управление социальными и экономическими процессами на территории округа.

## Административное устройство
1. село Красный Яр (вкл. б. посёлок Чайкино) — центр округа
2. село Кызылжулдуз

## Состав
В состав округа входят такие населенные пункты:
| Населенный пункт  | Население, человек (1989) | Население, человек (1999) | Население, человек (2009) |
| ----------------- | ------------------------- | ------------------------- | ------------------------- |
| Красный Яр, село  | 9131                      | 8352                      | 9875                      |
| Кызылжулдуз, село | 169                       | 131                       | 65                        |